# Унтерах-ам-Аттерзе
Унтерах-ам-Аттерзе (нем. Unterach am Attersee) — община в Австрии, в федеральной земле Верхняя Австрия.
Входит в состав округа Фёклабрукк. Население составляет 1529 человек (на 31 декабря 2005 года). Занимает площадь 26,02 км². Официальный код — 4 17 45.

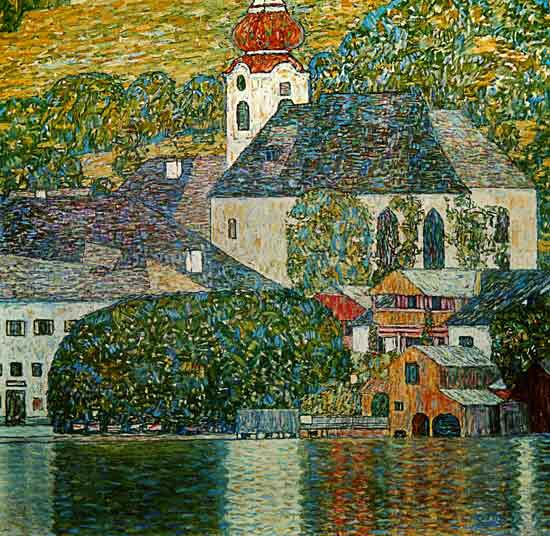
Густав Климт. Церковь в Унтерахе на Аттерзе. 1916

Унтерах-ам-Аттерзе вошёл в историю австрийской живописи, будучи увековеченным Густавом Климтом на трёх пейзажах 1916 года: «Дома в Унтерахе на Аттерзе», «Церковь в Унтерахе на Аттерзе» и «Унтерах на Аттерзе».